# Třída Almirante Latorre
Třída Almirante Latorre byla třída bitevních lodí chilského námořnictva. Objednány byly v rámci jihoamerických závodů ve zbrojení z přelomu 19. a 20. století. Celkem byly rozestavěny dvě jednotky této třídy. Po vypuknutí první světové války byly zakoupeny Velkou Británií. První sloužila v letech 1915–1920 jako bitevní loď HMS Canada a po válce byla prodána Chile, kde sloužila do 50. let 20. století. Druhá jednotka byla dostavěna až po první světové válce jako britská letadlová loď HMS Eagle.
Třída byla pojmenována po admirálu Juanu José Latorrem a admirálu lordovi Thomasi Cochranem.

## Stavba

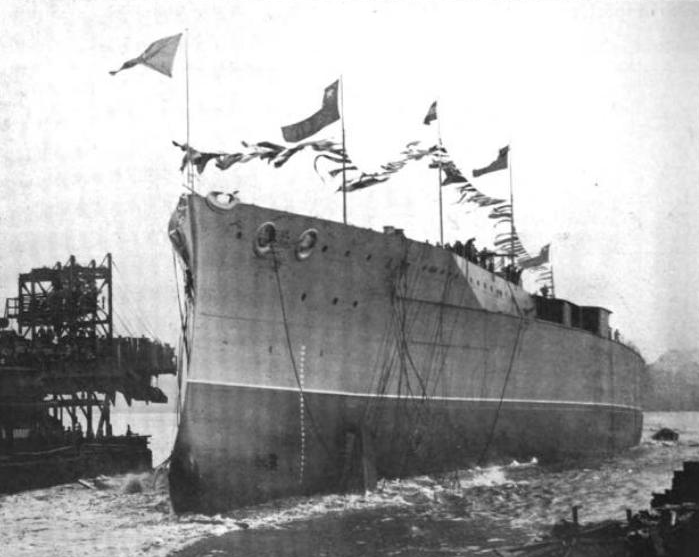
Almirante Latorre během spuštění na vodu

Jako odpověď na stavbu brazilských bitevních lodí třídy Minas Geraes a argentinských bitevních lodí třídy Rivadavia byla roku 1909 schválena stavba bitevní lodě pro chilské námořnictvo, později rozšířená na dvě jednotky. Plavidlo konstrukčně vycházelo z britského dreagnoughtu HMS Iron Duke a oproti svým jihoamerickým konkurentům bylo výrazně větší a silněji vyzbrojené (356mm kanóny oproti 305mm kanónům). Roku 1911 byla stavba obou lodí objednána u britské loděnice Armstrong v Newcastle upon Tyne. V letech 1911 a 1913 byla rozestavěna plavidla Libertad a Constitución, později přejmenovaná na Valparaiso a Santiago, přičemž jejich definitivní jména byla Almirante Latorre a Almirante Cochrane.
V průběhu stavby však vypukla první světová válka a britské námořnictvo hledalo plavidla, která by jej mohla posílit. Zatímco první jednotka Almirante Latorre byla roku 1914 zakoupena britskou vládou a roku 1915 dokončena v modifikované podobě jako bitevní loď HMS Canada, stavba její sesterské lodě Almirante Cochrane byla během války pozastavena. Roku 1918 plavidlo rovněž koupila Velká Británie, přičemž byla dostavěna ve 20. letech jako letadlová loď HMS Eagle.
Jednotky třídy Almirante Latorre:
| Jméno                                             | Loděnice  | Založení kýlu      | Spuštěna           | Vstup do služby                          | Osud                                                                                   |
| ------------------------------------------------- | --------- | ------------------ | ------------------ | ---------------------------------------- | -------------------------------------------------------------------------------------- |
| Almirante Latorre (ex Libertad, ex Valparaiso)    | Armstrong | 27. listopadu 1911 | 17. listopadu 1913 | 30. září 1915 (UK) 1. srpna 1920 (Chile) | Dokončena jako britská bitevní loď HMS Canada, roku 1920 vrácena Chile, vyřazena 1959. |
| Almirante Cochrane (ex Constitución, ex Santiago) | Armstrong | 20. února 1913     | 8. června 1918     | –                                        | Dokončena roku 1923 jako letadlová loď HMS Eagle.                                      |

## Konstrukce

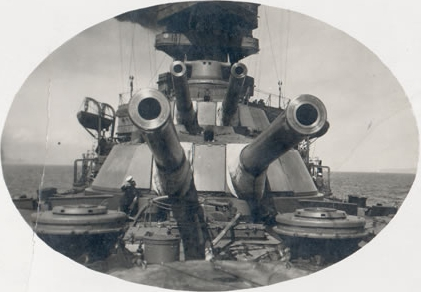
356mm kanóny bitevní lodě Almirante Latorre

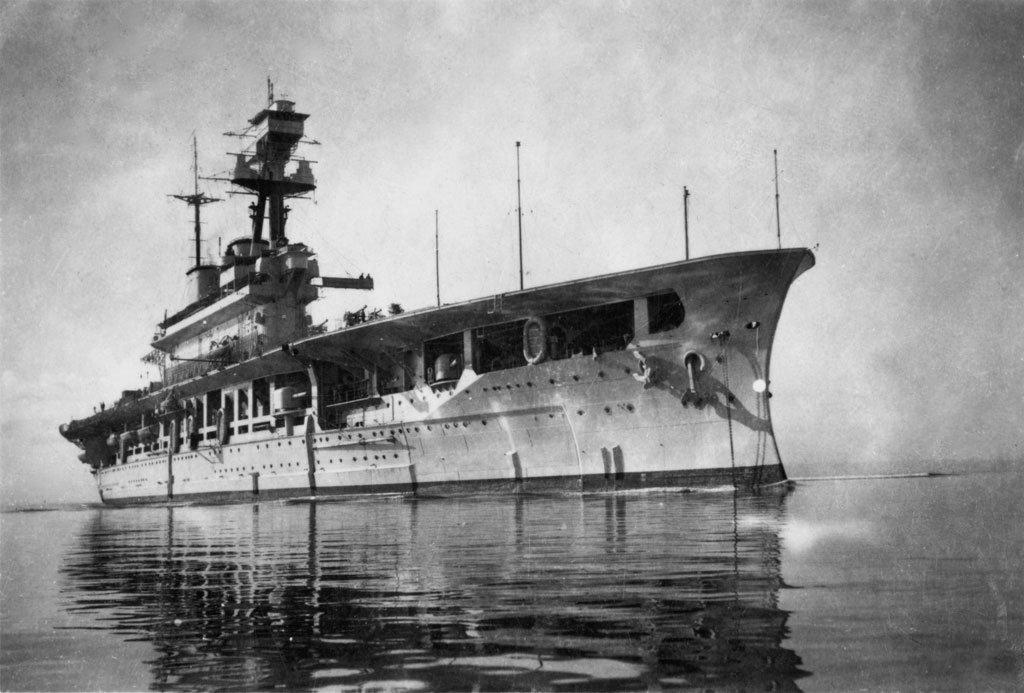
HMS Eagle

Hlavní výzbroj tvořilo deset 356mm kanónů umístěných ve dvoudělových věžích. Sekundární výzbroj tvořilo čtrnáct 152mm kanónů v kasematech, dva 76mm kanóny a čtyři torpédomety. Pohonný systém tvořilo 21 kotlů Yarrow a čtyři turbínová soustrojí Brown-Curtis a Parsons o výkonu 37 000 hp, pohánějící čtyři lodní šrouby. Nejvyšší rychlost dosahovala 22,7 uzlu. Dosah byl 4400 námořních mil při rychlosti 10 uzlů.

### Modernizace
V letech 1929–1931 byla Almirante Latorre modernizována britskou loděnicí v Devonportu. Například byla vybavena protitorpédovou obšívkou, kotle byly upraveny na spalování nafty, byly instalovány nové turbíny Parsons, byla elevace hlavních děl a zesílen pancíř stropů dělových věží a konečně dosavadní 76mm kanóny nahradily čtyři 102mm kanóny. Roku 1932 byla vybavena katapultem a hydroplánem Fairey IIIF (později Arado Ar 95A). Později se měnilo složení lehké výzbroje. Po druhé světové válce byla loď vybavena radarem.

## Služba

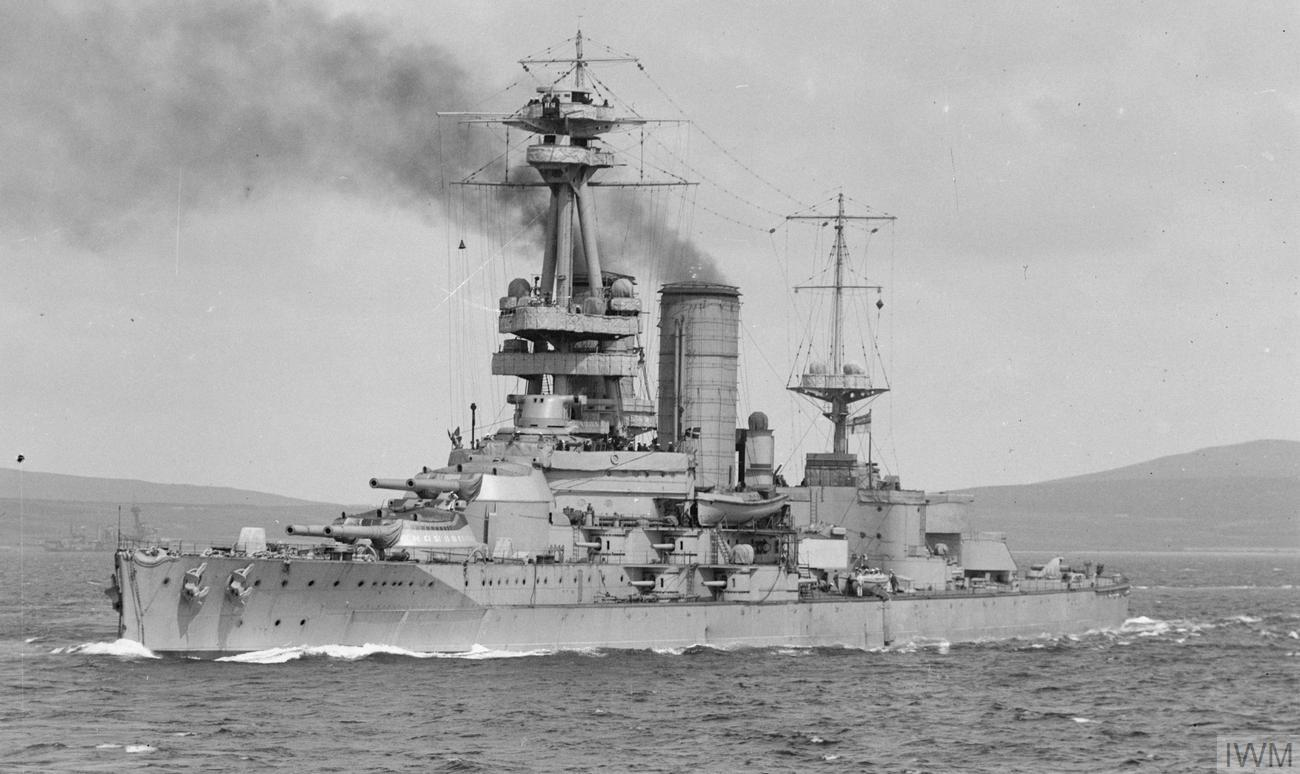
HMS Canada

Bitevní loď HMS Canada se účastnila první světové války. Například roku 1916 bojovala v bitvě u Jutska Roku 1920 byla vrácena Chile, kde dostala původní jméno Almirante Latorre. Roku 1951 loď vážně poškodil požár pohonného systému, po kterém nebyla opravena. Dlouhodobě byla ukotvena na základně Talcahuano a roku 1959 prodána do šrotu.